# Familjen
Familjen, aka DJ og electronica-musiker Johan T. Karlsson, er et Svensk en-mands-band, der laver elektronisk musik. Debut-albummet Det snurrar i min skalle udkom i 2007. Har været med som opvarmning til Kent koncerter i Danmark.
Karlsson skriver selv al musik og tekst, spiller alle instrumenter og trykker desuden på producerknapperne.
Live optræder han sammen med landsmanden og musikeren Andreas Tilliander, som er kendt fra det svenske DJ-miljø.
Musikken er en blanding af pop mikset med elektroniske beats inspireret af bl.a. Kraftwerk, og Familjen har optrådt til adskillige arrangementer som DJ og er især kendt for sine remix.
Familjen spillede en så velbesøgt koncert på Roskilde Festivalen i 2008, at musikken måttes stoppes undervejs af hensyn til tilskuernes sikkerhed.

## Singler
- "Kom säger dom" (2007)
- "Det Snurrar i Min Skalle" (2007)
- "Hög Luft" (2008)
- "Huvudet i sanden" (2007)

## Albums
- "Det Snurrar i Min Skalle" (2007)
- "Huvudet i sanden" (2008)
- "Mänskligheten" (2010)
- "Allt På Rött" (2012)